# Командный чемпионат России по шахматам 2012
Командный чемпионат России по шахматам 2012 — проходил в Лоо с 8 по 16 апреля.

## Регламент
- Контроль времени: 90 минут на 40 ходов + 30 минут до конца партии с добавлением 30 секунд на ход, начиная с первого.
- На турнире действует правило «нулевого опоздания».
- Участникам запрещено вступать в переговоры о ничьей до 40-го хода включительно.

- 4 лучшие мужские команды выходят в Кубок Европейских чемпионов.

## Финальное положение
- КО — командные очки
- О — очки

| №  | Команда | КО | О   |
| -- | --- | -- | --- |
| 1  | «Томск-400» С. Карякин, Р. Пономарёв, Э. Инаркиев, А. Мотылёв, В. Бологан, Д. Хисматуллин, А. Арещенко, И. Курносов                                | 11 | 27  |
| 2  | Шахматная федерация Санкт-Петербурга П. Свидлер, Н. Витюгов, Л. Домингес, С. Мовсесян, З. Ефименко, В. Звягинцев, М. Матлаков, И. Хайруллин        | 11 | 25½ |
| 3  | «ШСМ-64» (Москва) Ф. Каруана, Ван Хао, П. Леко, А. Гири, А. Рязанцев, Б. Грачёв, В. Поткин, Е. Наер                                                | 10 | 28  |
| 4  | «Экономист-СГСЭУ» (Саратов) А. Морозевич, Е. Томашевский, Я. Непомнящий, П. Эльянов, А. Моисеенко, Д. Андрейкин, Е. Алексеев, М. Ройз              | 10 | 24½ |
| 5  | «Югра» (Ханты-Мансийск) Д. Яковенко, А. Широв, А. Дреев, В. Малахов, С. Рублевский, А. Коробов, А. Придорожный, Н. Кабанов                         | 9  | 24½ |
| 6  | Chigorin Chess Club (Санкт-Петербург) Е. Романов, А. Шиманов, К. Алексеенко, С. Ионов, М. Макаров, В. Попов, И. Розум, А. Смирнов                  | 9  | 20  |
| 7  | Polytechnik (Нижний Тагил) Д. Кокарев, Д. Бочаров, П. Смирнов, П. Малетин, Д. Кряквин, Р. Овечкин, С. Вокарев, М. Погромский                       | 8  | 22½ |
| 8  | Navigator (Москва) Э. Сутовский, Сашикиран, Д. Дубов, М. Можаров, А. Москаленко, М. Демидов, К. Месропов                                           | 7  | 23  |
| 9  | «Университет» (Белореченск) П. Трегубов, К. Ланда, М. Бродский, В. Бурмакин, М. Панарин, А. Полуляхов, О. Майоров                                  | 7  | 22½ |
| 10 | Orienta (Москва) В. Добров, В. Гагарин, А. Горбатов, А. Борисенко, Д. Гордиевский, Д. Курукин, В. Жидков, Д. Пустовойтова                          | 7  | 20½ |
| 11 | «ЕГУ-Перспектива» (Липецк) С. Сюгиров, И. Коваленко, А. Зонтах, В. Папин, Гор Айрапетян, Геворг Айрапетян, О. Гладышев, Ю. Циммерман               | 6  | 22  |
| 12 | «Жигули» (Самарская область) Д. Фрольянов, Я. Геллер, П. Скачков, А. Предке, А. Мокшанов, Д. Санжаев, И. Букавшин                                  | 6  | 20  |
| 13 | «Ракита» (Белгородская область) И. Попов, Б. Савченко, А. Данин, А. Иванов, Г. Опарин, М. Антипов, Н. Погонина, В. Бабынин                         | 6  | 20  |
| 14 | «Атом» (Десногорск) С. Грищенко, П. Нахапетян, Б. Галстян, В. Товмосян, С. Манукян, Г. Погосян, С. Лоскутов                                        | 6  | 18½ |
| 15 | «ЦСДЮШШОР им. Р.Г. Нежметдинова» (Казань) А. Тимофеев, В. Яндемиров, И. Ибрагимов, А. Ильин, Р. Хасангатин, А. Шарафиев, А. Исаевский, Р. Махмутов | 5  | 21  |
| 16 | «ДФУ» (Владивосток) И. Хенкин, А. Гриценко, С. Кравцов, Вал. Лясковский, Вик. Лясковский, А. Бабий, Р. Джумабаев, В. Бачин                         | 4  | 16½ |
| 17 | «ОСДЮСШОР» (Кемерово) Д. Ситников, С. Искусных, В. Невоструев, А. Гутов, А. Конышев, Т. Черемнова, В. Феофанов                                     | 4  | 16½ |
| 18 | «Белогорье» (Белгородская область) А. Ужва, А. Лойко, Н. Хорошилов, А. Ананикян, С. Вдовиченко, Н. Миронова, М. Иванов, А. Харламов                | 0  | 5½  |

| № | Команда                                                                                              | КО | О |
| - | --- | -- | - |
| 1 | «Ладья» (Казань) Н. Косинцева, В. Гунина, А. Галлямова, Н. Жукова, Д. Чарочкина                      | 11 |   |
| 2 | «Югра» (Ханты-Мансийск) Б. Кованова, О. Гиря, М. Романько, Т. Шадрина, М. Безгодова                  | 8  |   |
| 3 | «ШСМ-РГСУ» (Москва) А. Костенюк, Е. Ковалевская, А. Кашлинская, А. Савина, В. Саулина                | 8  |   |
| 4 | Chigorin Chess Club (Санкт-Петербург) А. Боднарук, Т. Молчанова, О. Ивкина, Е. Бронникова, А. Балаян | 5  |   |
| 5 | «Ямал» (ЯНАО) Н. Паикидзе, А. Горячкина, Е. Убиенных, В. Небольсина, Е. Семёнова                     | 5  |   |
| 6 | «Удмуртия» (Ижевск) З. Северюхина, И. Ивахинова, Ю. Догодкина, А. Макаренко, Л. Костицина            | 3  |   |
| 7 | Polytechnik (Нижний Тагил) Е. Тимофеева, Е. Рассохина, Е. Засыпкина, Ю. Трубицына, И. Гилева         | 2  |   |